# غسان زقطان
غسان خليل زقطان (ولد عام 1954 في بيت جالا)، شاعر وروائي وصحفي فلسطيني، يشغل منصب المدير العام لدائرة الأدب والنشر في وزارة الثقافة الفلسطينية.
عمل محررًا ثقافيًا في عدة صحف ومجلات وطنية فلسطينية وترأس تحرير مجلة الشعراء الصادرة في رام الله، له عدة إصدارات شعرية ونثرية.

## نشأته وتعليمه
ولد عام 1954 في بيت جالا بالقرب من بيت لحم لعائلة من قرية زكريا، والده هو الشاعر خليل زقطان (1928–1980) الذي عمل بعد النكبة موظفا في الأنروا. تنقل مع أسرته بحسب أماكن عمل والده في المخيمات الفلسطينية وعاش في مخيم الكرامة في الأعوام 1960 إلى 1967، ثم انتقل إلى عمّان. تخرج عام 1973 من معهد المعلمين التابع للأنروا في عمّان وعمل مدرسا للتربية البدنية حتى العام 1978.

## نشاطه الصحفي والأدبي
عاش في بيروت في الاعوام 1979-1982 ونشر هناك أعماله الشعرية الأولى، وعمل محررًا ثقافيًا في مجلة الحرية التي كانت تصدرها الجبهة الديمقراطية لتحرير فلسطين، وانتقل معها إلى دمشق بعد خروج المقاومة الفلسطينية من بيروت عام 1982. انتقل إلى تونس وعمل مدير تحرير مجلة «البيادر» التي كانت تصدرها منظمة التحرير الفلسطينية ويترأس تحريرها أحمد دحبور. عاد إلى فلسطين بعد توقيع اتفاقية أوسلو وقيام سلطة الحكم الذاتي الفلسطينية، وعمل في مجلة مشارف التي كان رئيس تحريرها إميل حبيبي، وترأس في الأعوام 2000 إلى 2004 تحرير مجلة الشعراء الصادرة في رام الله وكان مدير بيت الشِعر، كما تولى تحرير الصفحة الثقافية في جريدة الأيام الصادرة في رام الله وله عمود اسبوعي فيها، وهو عضو في مجلس أمناء مؤسسة محمود درويش ومجلسها التنفيذي.

## مضايقات
في عام 2012، ألغيت قراءة شعرية له في معهد ولاية نيويورك للكتاب بعد تأخر صدور تأشيرة الدخول. وفي عام 2013، رفضت كندا منحه تأشيرة لدخول أراضيها، إلا أنها عدلت عن قرارها بعد احتجاج من بعض الكتاب البارزين.

## أعماله المنشورة

### مجموعات شعرية[8]
- في أوائل الصباح، بيروت، 1980
- الأسباب القديمة، بيروت، 1982
- رايات، قبرص، 1984
- ليس لبلدي ساكي، 1990
- بطولة الأشياء، 1988
- طلب الأوصاف (قصائد مختارة)، 1998
- استدراج الجبل، 1999
- السيرة الذاتية للفحم، 2003
- كطير من القش يتبعني، 2008
- غرباء بمعاطف خفيفة، 2021

### روايات
- السماء الخفيفة، 1992
- وصف الماضي، 1995
- النقل القديم مع الستائر، 2011

### مسرحيات
- السماء الخفيفه (2005)

### ترجمات إلى لغات أخرى
- القصيدة الفلسطينية المعاصرة (الطبعة الفرنسية)
- Like a Straw Bird It Follows Me: And Other Poems، ترجمة فادي جودة، إصدار Yale University Press، عام 2012، ISBN 978-0-300-17316-1

## جوائز
- حائز على جائزة الشعر من اتحاد الكتاب الأردنيين، 1977.[9]
- جائزة جريفين للشعر، 2013.[10]
- قلده الرئيس الفلسطيني محمود عباس وسام الشرف الوطني في حزيران 2013.[10]
- ظهر اسمه مرتين في قوائم المرشحين القصيرة لجائزة نيوستاد الدولية للأدب في سنوات 2014، 2016.[بحاجة لمصدر]
- جائزة الشاعر اللبناني أنور سلمان.[10]